# Me vale
«Me vale» es el quinto sencillo sencillo  de Maná de su tercer álbum, ¿Dónde jugarán los niños? (1992). En la semana del 12 de febrero de 2000, la canción debutó y alcanzar en su punto más alto en el número 24 en los US Billboard Hot Latin Tracks. Se mantuvo  por un total de 6 semanas. Esta canción es otra de las más exitosas del álbum y está canción la describieron y dedicaron para la juventud mexicana de ese entonces.

## Lista de canciones

### CD - Maxi single[5]
| Me vale — Single |           |          |  |
| N.º              | Título    | Duración |  |
| 1.               | «Me vale» | 4:34     |  |

## Posiciones en las listas (2000)
| Listas (2000)                              | Posición |
| ------------------------------------------ | -------- |
| Estados Unidos Billboard Hot Latin Tracks  | 29       |
| Estados Unidos Billboard Latin Pop Airplay | 7        |